# جايسون ليندنر
جايسون ليندنر (بالإنجليزية: Jason Lindner)‏ هو قائد فرقة ‏ وعازف بيانو أمريكي، ولد في 1 فبراير 1973 في بروكلين في الولايات المتحدة.

## وصلات خارجية
- جايسون ليندنر على موقع ميوزك برينز (الإنجليزية)
- جايسون ليندنر على موقع أول ميوزيك (الإنجليزية)
- جايسون ليندنر على موقع ديسكوغز (الإنجليزية)